# Oreomunnea munchiquensis
Oreomunnea munchiquensis är en valnötsväxtart som beskrevs av G. Lozano-contreras, Favio González. Oreomunnea munchiquensis ingår i släktet Oreomunnea och familjen valnötsväxter. Inga underarter finns listade i Catalogue of Life.